# Vier-Quellen-Weg
Als Vier-Quellen-Weg wird die Schweizer Wanderroute 49 (eine von 65 regionalen Routen) in der Gotthard-Gruppe bezeichnet. Sie beginnt am Oberalppass und führt in fünf Etappen durch die Kantone Graubünden, Uri, Tessin und  Wallis im Uhrzeigersinn zum Furkapass.
Der Name rührt daher, dass auf der Route die Quellen der Flüsse, die in alle Himmelsrichtungen entwässern, «besucht» werden. Dabei handelt es sich um den Vorderrhein, die Reuss, den Tessin und die Rhone. Zudem wird (auf der zweiten Etappe) auch der Giübin erklommen (kurzer Abstecher zum Gipfel auf 2776 m ü. M. möglich) sowie der Gotthardpass überschritten.

## Etappen
1. Oberalppass – Vermigelhütte: 13 km, 4 1⁄2 Std.
2. Vermigelhütte – Gotthardpass: 12 km, 4 1⁄2 Std.
3. Gotthardpass – Capanna Piansecco CAS: 21,5 km, 7 1⁄2 Std.[2]
4. Capanna Piansecco CAS – Obergesteln: 19 km, 6 Std.
5. Obergesteln – Furkapass, Belvédère: 17 km, 6 Std.

## Wasserscheiden
Rhein und Reuss (über Aare & Rhein) entwässern in die Nordsee, der Tessin über den Po in die Adria und die Rhone direkt ins Mittelmeer. Daher gibt es – auf dem Kamm nördlich der dritten Etappe – nicht nur eine Wasserscheide, sondern auch einen Wasserscheidepunkt, wo drei Wasserscheiden zusammentreffen (kontinentale Wasserscheide). Er befindet sich am Kantonsdreieck UR/VS/TI auf 3025 m ü. M. in der Nähe des Witenwasserenstocks und kann auf vier alpinen Wanderwegen aus verschiedenen Richtungen und einer Rundwanderung erreicht werden.

### Wanderwege zur kontinentalen Wasserscheide
- Variante 1: vom Furkapass
- Variante 2: von Realp
- Variante 3: vom Gotthardpass
- Variante 4: von Villa Bedretto
- Variante 5: Rundwanderung ab Oberstafel (Witenwasseren) zum Passo di Cavanna.[4]

## Nachweise
1. ↑  Alle regionlen Routen bei «SchweizMobil».
2. ↑  3. Etappe bei «Vier-Quellen-Weg».
3. ↑  Vier Wege zur Wasserscheide bei «Vier-Quellen-Weg».
4. ↑  Vier-Quellen-Weg: Wanderwege zur kontinentalen Wasserscheide